# Zodijak (serijski ubica)
Zodijak je serijski ubica iz SAD koji je delovao krajem 1960-ih u severnoj Kaliforniji. Sam je dao sebi ime u nizu pisama, šifrovanih, koje je slao štampi. Još tri pisma su ostala nedešifrovana, kao što nije poznat ni identitet ubice do danas, iako je bilo osumnjičenih, a slučaj se vodi još uvek kao otvoren.

## Žrtve
Iako je zodijak u pismima novinama potvrdio da je ubio 37 osoba, istrage utvrđuju da je ubio samo pet žrtava, a dve su preživele. Oni su:
- Dejvid Artur Faradej, 17 i Beti Lu Džensen, 16, ubijeni su iz vatrenog oružja 20. decembra 1968. na putu za jezero Herman unutar gradskih granica Benisija.
- Majkl Reno Mego, 19 i Darlin Elizabet Ferin, 22, ustreljeni su iz vatrenog oružja 04. jula 1969. na parkingu golf kluba na periferiji Valeha. Darlin je umrla na putu za bolnicu, dok je Majkl preživeo.
- Brajan Kevin Hartnel, 20 i Sesilija En Šepard, 22: 27. septembra 1969. su izbodeni na mestu koje je danas poznato pod imenom Ostrvo Zodijaka kod jezera Berijesa u okrugu Napa. Hartnel je preživeo šest uboda u leđa, ali je Sesilija umrla dva dana kasnije u bolnici u Napi.
- Pol Li Stajn, 29, ubijen iz vatrenog oružja 11. oktobra 1969. na Prezidio Hajtsu u San Francisku.

## Oni za koje se sumnja
Mnogi drugi su identifikovani kao moguće žrtve Zodijaka, mada su dokazi nedovoljni i nijedna nije jedinstveno prihvaćena kao žrtva Zodijaka. Poznatije žrtve za koje se sumnja su:
- Robert Domingos, 18, i Linda Edvards, 17. Ubijeni su iz vatrenog oružja 4. 4. 1963. na plaži u blizini Lompoka, Kalifornija. Za njih se sumnja da su žrtve Zodijaka zbog sličnosti napada na njih i napadu na jezeru Berijesa.
- Čeri Džo Bejts, 18, je izbodena do smrti i skoro joj je odsečena glava 30. 10. 1966. u studentskom gradu u Riversajdu, Kalifornija. Njena smrt je povezana sa Zodijakom tek nakon 4 godine od njenog ubistva, kad je novinar San Francisko Hronikla, Pol Everi, primio dojavu koja se tiče sličnosti između ubistava Zodijaka i uslova koji su okruživali smrt Bejtsove.
- Kejtlin Džons, 22;oteta 22. 3. 1970. godine na Autoputu 132, blizu Modesta u Kaliforniji. Pobegla je iz kola čoveka koji je vozio nju i njenu bebu sporednim putevima oko Stoktona i Patersona oko 3 sata. Nakon što je stigla u policijsku stanicu u Patersonu, videla je poster sa skicom Zodijaka i identifikovala ga kao svog otimača.
- Dona Las, 25; poslednji put je viđena 26. 9. 1970. godine u Saut Lejku Tahoa, Kalifornija. Na razglednici koja je stigla sa jezera kod Tahoa zalepljen je tekst i stigla je u San Francisko Hronikl 22. 3. 1971. i neki su je protumačili kao tvrdnju Zodijaka da je Lasova njegova žrtva, uprkos netačnom objašnjenju (u pismu od 26. 7. 1970. Zodijak je tvrdio da je ubio 13 žrtava; Lasova bi trebalo da bude 14, a ne 12, kako razglednica sugeriše). Njeno telo nije nikada pronađeno, a nije izvršena ni službena istraga zahvaljujući jurisdikcionom neslaganju između policije sa Južnog jezera Tahoa i šerifovog odeljenja i nepoznato je da li je zločin uopšte izvršen.

## Vremenska linija

### Put za jezero Herman
Policija je zapazila Zodijaka zbog naočigled nasumičnih ubistava Beti Lu Džensen i Dejvida Ferefeja 20. 12. 1968. godine, unutar gradskih granica Benisija.
Bili su na prvom sastanku i, umesto da odu na božićnu igranku, otišli su do lokalnog restorana. Oko 22 h i 15 minuta parkirali su kola na raskršću na putu za jezero Herman. Malo nakon 23 h, Zodijak se parkirao uz njih. Jedan se svedok provezao kasnije i video oba auta, ali nikog unutar njih. Momenat kasnije, čuo je ono za šta mu se činilo da su pucnji iz pištolja, ali nije bio siguran jer je slušao radio.
Feredej je upucan jednom u glavu, a Džensenova, koja je bežala, pet puta u leđa. Nekoliko minuta kasnije, njihova tela je pronašla Stela Bordžiz koja je živela u blizini i zločin prijavila policiji. Nisu pronađeni valjani tragovi.

### Blu Rok Springs
Oko ponoći između 4. i 5. jula 1969. godine na parkingu golf kluba u Valehu, koji je udaljen 6,5 km od mesta zločina na putu za jezero Herman, upucani su Darlin Ferin i Majkl Mego. Dok su sedeli u njenim kolima, jedna kola su se parkirala kraj njih i odmah se odvezla, da bi se vratila nakon deset minuta. Parkirao je kola tako da im je onemogućio da pobegnu i onda prišao suvozačevim vratima i zaslepio ih baterijskom lampom. Ubio ih je lugerom od 9 mm.
Četrdeset minuta nakon ponoći 5. 7. 1969. godine, čovek je anonimno pozvao policiju u Valehu da prijavi i potvrdi odgovornost i za ovaj i za napad u decembru 1968. godine. Poziv je praćen do telefonske govornice na benzinskoj pumpi malo udaljene od policijske stanice.
Darlin je proglašena mrtvom u bolnici, dok je Mego preživeo uprkos tome što je ranjen u lice, vrat i grudi.
Darlin je bila konobarica u Valehu, u popularnoj knjizi izdatoj 17 godina nakon njenog ubistva, nepotkrepljena priča govori o tome da je Zodijak bio njen obožavalac i redovna mušterija. U knjizi, autor takođe tvrdi da je ona znala da je on odgovoran za ubistva (a možda i druga) na putu za jezero Herman i da ju je ubio ne bi li je sprečio da ga prijavi policiji ili zbog toga što ga je ona ucenjivala u zamenu za ćutanje. Ove tvrdnje su nepotkrepljene i mogu biti nađene u malobudžetnom filmu iz 1971. godine ili u romanu iz 1979. godine.

### Pisma počinju
Valeho Tajmz Herald, San Francisko Hronikl i San Francisko Egzaminer 1. 8. 1969. primili su po jedno pismo od Zodijaka. Skoro identično napisana pisma u kojima je Zodijak preuzeo odgovornost za tri ubistva, takođe su sadržala 1/3 šifre od ukupno 360 slova za koje je tvrdio da sadrže njegov identitet. Zodijak je zahtevao da pisma budu objavljena na naslovnim stranama ili će on nastaviti sa nasiljem i ubiće desetine ljudi tog vikenda. Ubistva se nisu desila i tri dela su eventualno objavljena.
04.08.1969. godine Egzamineru stiže novo pismo sa pozdravom: "Dragi uredniče, ovo govori Zodijak". Pismo je bio odgovor na zahtev šerifa Stilca iz Valehoa Zodijaku da im pruži više detalja da bi dokazao da je on stvarno ubio Faradeja, Džensenovu i Ferinovu.
08.08.1969. godine, bračni par iz Salinasa, Kalifornija, provaljuje Zodijakovu šifru koja nije sadržala njegov identitet. Poruka je glasila (uključujući pogrešna spelovanja):
"VOLIM DA UBIJAM LJUDE JER JE TO TAKO ZABAVNO. ZABAVNIJE JE OD UBIJANJA DIVLJIH ŽIVOTINJA U ŠUMI JER JE ČOVEK NAJOPASNIJA ŽIVOTINJA OD SVIH. UBISTVO MI DAJE NAJUZBUDLJIVIJE ISKUSTVO, ČAK JE BOLJE OD PROVODA SA DEVOJKOM NA ZABAVI. NAJBOLJI DEO TOGA JE DA KAD UMREM PONOVO ĆU BITI ROĐEN U RAJU I SVI ONI KOJE SAM UBIO POSTAĆE MOJI ROBOVI. NEĆU VAM DATI SVOJE IME JER ĆETE POKUŠATI DA ME USPORITE ILI ZAUSTAVITE MOJE SKUPLJANJE ROBOVA ZA ŽIVOT POSLE SMRTI".
Značenje poslednjih osamnaest simbola nije pronađeno, mada je okom TV programa "Nerešene misterije" predloženo da im je značenje Teodor Dž. Kačinski.
Tek je decembra 2020. godine jedno pismo dešifrovano koje je Zodijak poslao. Veb-dizajner iz Virdžinije Dejvid Orančak kaže da je uspeo da provali šifru uz pomoć australijskog matematičara Sema Blejka i softverskog inženjera koji se bavi razbijanjem šifri iz Belgije Jarla Van Ajka. Ono glasi: 

„NADAM SE DA SE ZABAVLJATE POKUŠAVAJUĆI DA ME UHVATITE
TO NISAM BIO JA U TV EMISIJI

KOJA UPERUJE PRST U MENE

NE BOJIM SE PLINSKE KOMORE

JER ĆU USKORO BITI U RAJU

SADA IMAM DOVOLJO ROBA DA RADIMO ZA MENE

GDE SVI OSTALO NEMAJU NIŠTA DOK NE STIGNU U RAJ

PA SE BOJE SMRTI

NE BOJIM SE JER ZNAM DA JE MOJ NOVI ŽIVOT
ŽIVOT ĆE BITI POSLE SMRTI U RAJU "

### Jezero Berijesa
27.09.1969. Brajan Hartnel i Sesilija Šepard su piknikovali na obali jezera, na malom ostrvu povezanim peščanim sprudom sa Tvin Ouk Ridžom. Prišao im je čovek koji je nosio kapuljaču poput dželata sa naočarima na preklapanje preko očiju i uređajem poput portikle na grudima sa belim simbolom krsta u krugu veličine oko 8x8cm. Prišao im je sa pištoljem za koji je Hartnel mislio da je 45-ica. Čovek u kapuljači im je rekao da je pobegao iz zatvora u Dir Lodžu, u Montani, gde je ubio stražara i ukrao kola, i objasnio im je da su mu potrebna njihova kola i novac da ode u Meksiko. Poneo je dug, već presečen, plastični kanap za veš i rekao Šepardovoj da veže Hartnela, pre nego što on nju veže. Zodijak je proverio i zategao Hartnelove veze nakon što je otkrio da ga je ona vezala labavo. Hartnel je prvobitno mislio da je to čudna pljačka, ali je Zodijak izvukao nož i ubo ih, a onda je prepešačio oko 500 m do puta za Noksvil, nacrtao simbol krsta u krugu na Hartnelovim vratima od kola i ispod napisao: Valeho 12-20-68, 7-4-69, sept 27-69-6:30 nožem.
U 07:40 čovek je nazvao kancelariju šerifa okruga Napa sa javne govornice da prijavi svoj zločin. Nekoliko minuta radio reporter je pronašao govornicu sa otvorenom slušalicom u perionici kola na glavnoj ulici u Napi, samo nekoliko blokova dalje od šerifove kancelarije i 27 mi (43 km) od mesta zločina. Detektivi su pronašli sveže otiske prstiju ali nisu imali sa čim da ih uporede.
Čovek i sin koji su bili na pecanju su pronašli žrtve nakon što su čuli njihove uzvike za pomoć. Prvi policajci koji su stigli bili su zamenici šerifa Dejv Kolins i Rej Lend. Pre nego su stigli na mesto zločina, Kolins je bio u patroli u području Viši izvora oko 20 mi (32 km) dalje, a Lend je bio u Sv. Heleni. Sesilija Šepard je bila svesna kad su stigli i dala im je detaljan opis napadača. Hartnel i Šepardova su odvezeni u bolnicu Kraljica Doline u Napi ambulantnim kolima. Šepardova je pala u komu za vreme prevoza i umrla je nakon dva dana, ali je Hartnel preživeo ne bi li svoju priču ispričao novinama. Detektiv iz Nape Ken Narlou je od tad pa do svoje penzije 1987. radio na rešavanju slučaja.

### Prezidio Hajts
11.10.1969. čovek je ušao u taksi Pol Stajna na raskrsnici Mejsonove i Girijeve ulice u San Francisku i tražio je da bude odvezen do Vašingtonove i Ulice javora na Prezidio Hajtsu. Iz nepoznatih razloga, Stajn je vozio jedan blok dalje do Ulice višnje; čovek ga je ubio jednim pucnjem u glavu pištoljem od 9mm, a onda je uzeo njegov novčanik i ključeve od kola i strgnuo mu zadnji deo majice. Tri tinejdžera su ga videla preko puta ulice u 9:55 i pozvali su policiju u toku zločina. Videli su kako čovek briše kola i onda odlazi u pravcu Prezidija jedan blok na sever. Policija je stigla nekoliko minuta kasnije i tinejdžeri su im objasnili da je ubica još uvek u blizini.
Dva bloka od mesta zločina, policajac Don Fuk, koji se takođe javio na poziv, opazio je belca koji ide uz trotoar a onda kreće stepeništem koji vodi u prednje dvorište jedne od kuća na severnoj strani ulice; susret je trajao samo 5-10 sekundi. Njegov partner, Erik Zelms, nije video čoveka. Radio dispečer ga je upozorio da traži crnog a ne belog osumnjičenog, i zato nisu imali razloga da razgovaraju sa čovekom i provezli su se kraj njega; greška u opisu je ostala neobjašnjena do danas. Kad su stigli do Trešnjeve, Fuk je bio informisan da u stvari traže belog osumnjičenog i shvatio je da su morali proći kraj ubice. Nastavili su potragu ali je ubica već nestao. Tinejdžeri su opisali ubicu kao muškarca starog 35-40 godina. Detektivi Bil Armstrong i Dejv Toši su dobili slučaj. Policijsko odeljenje SF je tokom godina istražilo oko 2500 osumnjičenih.
14.10.1969. Hronikl je primio još 1 pismo od Zodijaka, ovaj put je sadržalo uzorak Stajnove majice kao dokaz da je on ubica, i pretnju ubijanja školske dece. Policija je tek tad saznala koga traži za Stajnovo ubistvo.
02:00 po ponoći 22. 10. 1969. neko ko je tvrdio da je Zodijak pozvao je Ouklandsku policiju zahtevajući da jedan od dva istaknuta advokata, F. Li Bejli ili Melvin Beli, se pojave u TV emisiji Džima Danbara u jutro. Bejli nije bio dostupan, ali se Beli pojavio. Danbar je molio gledaoce da linije ostave otvorene, i neko ko se predstavljao kao Zodijak zvao je nekoliko puta i rekao da se zove Sem. Beli je pristao da se sretne sa njim u Deli Sitiju, ali se osumnjičeni nikad nije pojavio. Policajci koji su čuli Zodijakov glas rekli su da Sem, po glasu, nije Zodijak. Kasniji pozivi koji je osumnjičeni uputio Beliju vodili su do Državne bolnice Nape, gde je otkriveno da je „Sem“ mentalni pacijent.
08.11.1969. Zodijak je poslao razglednicu sa još jednom šifrom koja se sastojala od 340 slova. 9. 11. 1969. poslao je pismo od 7 strana u kojem je tvrdio da su se policajci zaustavili i razgovarali sa njim 3 minuta nakon što je ubio Stajna. Isečci iz pisma su bili objavljeni u Kroniklu 12.11., uključujući Zodijakovu tvrdnju; tog istog dana, Den Fuk je napisao memorandum objašnjavajući šta se desilo te noći. Mnoga moguća rešenja razglednice su bila predložena ali nisu mogla biti prihvaćena.
20.12.1969. Zodijak je poslao pismo Beliju i pridodao je još, jedan uzorak Stajnove majice; Zodijak je tvrdio da je želeo da mu Beli pomogne.

### Modesto
U noći 22.03.1970 Ketlin Džons je vozila iz San Bernardina ka Patalumi da poseti majku. Bila je u 7. mesecu trudnoće i kraj nje je bila njena 10-omesečna kći. Dok je vozila auto-putem 132 blizu Modesta, kola iza nje su počela da sviraju i bleskaju svetlima. Zaustavila se kraj puta i čovek u kolima se parkirao iza nje i ustanovio da se desna guma klati i ponudio da pričvrsti navrtke. Nakon što je završio, odvezao se, i kad je Džonsova pokrenula kola točak je otpao. Čovek se zaustavio i ponudio je da je odvede do prve benzinske stanice po pomoć. Provezli su se pokraj nekoliko benzinskih stanica, ali se čovek nije zaustavljao. Vozio ih je nekoliko sati napred i nazad oko Trejsija, i kad je ona upitala zašto on ne staje, on bi promenio temu.
Kad se zaustavio na raskrsnici, Džonsova je iskočila iz kola sa kćerkom i sakrila se u polju. On ju je tražio, ali kad je vozač kamiona zapazi scenu otmičar Džonsove se odvezao. Džonsova je stopom stigla do policijske stanice u Patersonu. Dok je davala svoju izjavu naredniku na dužnosti, primetila je policijski crtež Stajnovog ubice i prepoznala ga kao svog kidnapera. Njena kola su kasnije nađena-razbijena i zapaljena bakljom.
Postoji mnogo suprotstavljenih objašnjenja o otmici Džonsove. Mnogi tvrde da je pod pretnjom ubistva nje i kći se vozila okolo, ali bar jedan policijski izveštaj to opovrgava. Objašnjenje Džonsove Polu Ejveriju iz Kronikla tvrdi da je otimač izašao iz kola i tražio je u mraku baterijskom svetiljkom; ali i dva izveštaja koja je dala policiji, izjavila je da nije napuštao kola. Neka objašnjenja iskazuju da je vozilo Džonsove pomerene pa onda zapaljeno, dok druga to osporavaju i tvrde da je nađeno tamo gde ga je i ostavila. Različita neslaganja među objašnjenjima Džonsonove tokom godina dovele su mnoge istraživače da se zapitaju da li je stvarno bila Zodijakova žrtva.

### Dalja komunikacija
Zodijak je nastavio da komunicira sa vlastima tokom cele 1970.kroz pisma i čestitke upućene štampi. U pismu poslatom 20. 4. 1970. Zodijak je napisao:“Moje ime je (prazno)“, praćeno sa 12-oslovnom šifrom. Zodijak je došao do toga da je izjavio da nije odgovoran za skorašnje postavljanje bombe u pol. stanici u SF (poginuo je narednik Brajan Makdonel) ali je dodao da je slavnije ubiti policajca nego civila jer policajac može da uzvrati paljbu. Pismo je uključivalo dijagram bombe za koju je tvrdio da će iskoristiti za eksplodiranje školskog autobusa. Na kraju dijagrama, napisao je: =10, policija SF=0.
Zodijak je poslao čestitku Kroniklu na kojoj je bilo napisano:“Nadam se da ćete uživati kad budem dobio svoju EKSPLOZIJU“ i njegov simbol,

. Na pozadini karte Zodijak je zapretio da će iskoristiti svoju bombu za autobus ako novine ne izdaju sve detalje koje je napisao.želeo je takođe da vidi ljude koje nose „neka fina Zodijak dugmeta“.
U pismu sa poštanskim žigom od 26. 6. 1970. Zodijak je izjavio da je uznemiren što ljudi ne nose Zodijak dugmeta. Napisao je:“Ubio sam čoveka koji je sedeo u parkiranim kolima 38-icom“. Pretpostavlja se da Zodijak upućuje na ubistvo poručnika Ričarda Radetića koje se desilo nedelju ranije, 19.06. u 17.25 Radetić je pisao kaznu za parkiranje u njegovim patrolnim kolima kad ga je napadač upucao u glavu pištoljem kalibra 38. Radetić je umro 15 sati kasnije. Policija SF poriče da je Zodijak umešan u ovo ubistvo koje je ostalo nerešeno.
Zajedno sa pismom stigla je i mapa područja zaliva SF. Na slici Maunt Dijabla(Đavolja planina) Zodijak je nacrtao simbol sličan svom. Na vrhu je napisao 0, a onda 3, 6 i 9, tako da je to ličilo na časovnik. Uputstva u sklopu pisma su upućivala da 0 treba da bude postavljena na Mag.N. pismo je takođe uključivala šifru od 32 slova za koju je ubica tvrdio da, zajedno sa šifrom, treba da vodi do mesta bombe koju je zakopao i postavio da eksplodira na jesen. Bomba nikad nije pronađena. Pisac je poruku potpisao sa:“ =12, Policija SF=0“.
U pismu Kroniklu sa poštanskim žigom od 24. 7. 1970. Zodijak je preuzeo odgovornost za kidnapovanje Ketlin Džons, 4 meseca nakon događaja.
U pismu od 26. 7. 1970. Zodijak je parafrazirao pesmu iz opere Mikado, dodajući svoje sopstvene stihove o pravljenju „male liste“ načina na koje je planirao da muči svoje „robove“ u „rajcu“. Pismo je potpisano sa ogromnim preteranim simbolom i novim rezultatom:“ =13, Policija SF=0“. Poslednji zapis na dnu pisma ukazuje:“P.S. Mt. Diablo šifra uključuje radijane +# inči uz radijane“. 1981. pregled nagoveštaja o radijanima od strane istraživača o Zodijaku, Gareta Pena, vodio je do otkrića da ugao radijana kad se postavi preko mape po Zodijakovim instrukcijama, pokazuje na lokacije dva napada Zodijaka.

### Riversajd
27.10.1970, reporter Kronikla Pol Ejveri (koji je pokrivao slučaj Zodijaka) primio je čestitku za Noć veštica potpisan slovom ’Z’ i Zodijakovim simbolom. Na čestitki je napisana rukom poruka:“BU, ti si osuđen“. Pretnja je shvaćena ozbiljno i zauzela je naslovnu stranu Kronikla. Malo nakon toga, Ejveri je primio anonimno pismo koje ga je upozorilo na sličnosti između Zodijakovih aktivnosti i nerešenog ubistva Čeri Džo Bejts, koje se desilo 4 godine ranije na gradskom koledžu u Riversajdu, Kalifornija, udaljenom više od 600 km od San Franciska. On je svoja otkrića preneo u Kroniklu 16.11.1970.
30.10.1966. Bejtsova je provela veče biblioteci studentskog doma dok nije zatvorena u 21h. Susedi su prijavili da su čuli vrisak oko 22.30. Bejtsova je pronađena mrtva sledeće jutro malo dalje od biblioteke između dve napuštene kuće koje su trebale da budu srušene zbog renoviranja koledža. Žice iz motora u njenim kolima su bile izvučene. Bila je brutalno pretučena i izbodena na smrt. Muški sat Tajmeks sa otkinutim kaiševima je pronađen u blizini. Sat se zaustavio na 24:24 ali se veruje da se napad dogodio mnogo ranije. Takođe su otkriveni otisci vojničke čizme.
Mesec dana kasnije, 29. 11. 1966. skoro identično iskucana pisma su poslata Riversajdskoj policiji i Riversajd Pres-enterprajz. Naslovljeno „priznanje“, autor je preuzeo odgovornost za ubistvo Bejtsove, davajući detalje zločina koji nisu objavljeni javnosti, upozorivši da Bejtsova „nije prva i neće biti poslednja“.
U decembru 1966. pesma je otkrivena urezana u dno stola u Riversajdskoj koledžskoj gradskoj biblioteci. Nazvana „Umoran od života/ne želim da umrem“, pesmin jezik i rukopis su sličili onim na Zodijakovim pismima. Potpisana je onim za šta se misli da su inicijali „rh“. Šervud Morili, Kalifornijski najbolji istraživač dokumenata, izrazio je mišljenje da je Zodijak napisao pesmu.
30.04.1967. godine, 6 meseci nakon ubistva Bejtsove, njen otac Džozef, Pres-enterprajz i policija Riversajda su primili skoro identična pisma. U rukom pisanoj škrabotini, u kopiji Policije i Pres-Enterprajza pisalo je „da je Bejtsova morala da umre i biće ih još“, sa malom mrljom na dnu sličnoj slovu Z. U kopiji Džozefa Bejtsa pisalo je:“Morala je da umre i biće ih još“ bez Z.
13.03.1971., skoro 4 meseca nakon Ejverijevog prvog artikla o Bejtsovoj, Zodiak je poslao pismo LA tajmzu. U njemu je svu slavu dao policiji, ne Ejveriju, za otkriće njegove “Riversajdske aktivnosti, ali oni pronalaze samo one lake, tamo ih postoji mnogo više“.
Veza između Čeri Džo Bejts, Riversajda i Zodijaka je ostale nesigurna. Odeljenje riversajdske policije ostaje pri tome da Zodijak nije ubio Bejtsovu, ali jeste priznala da neka pisma o Bejtsovoj mogu biti njegov rad da bi lažno preuzeo odgovornost.

### Jezero Taho
22.03.1971. Ejveriju je stigla poštanska karta u Kronikl, za koju se verovalo da je od Zodijaka, u kojoj preuzima odgovornost za nestanak Done Las sa Južnog jezera Taho, Kalifornija, 26. 9. 1970. napravljenu od koledžskih oglasa i magazinskih pisama, a uz nju je bila i scena iz oglasa za Šumske borove i tekst „Sijera klub“, „traži se žrtva 12“, „pogled među borove“, „pored predela Jezera Taho“, i „okolo u snegu“. Zodijakov simbol je bio na mestu povratne adrese.
Lasova je bila medicinska sestra u hotelu „Sahara Taho“ i u kazinu. 26.09. je radila približno do dva časa po ponoći, pregledajući zadnjeg pacijenta oko 1:40, i nije bila viđena da napušta svoju kancelariju. Sledeće jutro, njena radna uniforma i cipele su pronađeni u papirnoj kesi u njenoj kancelariji, neobjašnjivo isprljane zemljom. Kola su pronađena pred njenom zgradom gde je stanovala, a stan je bio čist. Istog dana, njen poslodavac i stanodavac dobili su telefonski poziv od nepoznatog muškarca koji je lažno tvrdio da je Lasova napustila grad zbog porodičnih problema. Policija i šerifov ured su prvobitno tretirali nestanak Lasove kao istragu nestalih lica, sumnjajući da je ona jednostavno otišla. Lasova nikad nije pronađena. U onom što je izgledalo kao grob koji je otkriven blizu Kler Kaplan Lodž u Nordenu, Kalifornija na posedu Sijera klupa, istraga je otkrila samo par naočara za sunce.